# Światowy Dzień Mokradeł
Światowy Dzień Mokradeł, również: Światowy Dzień Obszarów Wodno-Błotnych, Światowy Dzień Terenów Podmokłych, Międzynarodowy Dzień Mokradeł, ang. World Wetland Day – święto obchodzone 2 lutego. Data upamiętnia podpisanie konwencji ramsarskiej 2 lutego 1971 roku. Obchodzone jest od 1997 roku. Czasami dodatkowo organizowane są obchody Światowego Tygodnia Mokradeł.

## Obchody
Dzień organizowany jest w ponad 95 krajach przez przyrodnicze organizacje pozarządowe, agencje rządowe oraz instytucje. W Polsce są to np. parki narodowe, regionalne zarządy gospodarki wodnej, Narodowy Fundusz Ochrony Środowiska i Gospodarki Wodnej, uczelnie i różne organizacje (m.in. Centrum Ochrony Mokradeł, WWF Polska). W czasie Dnia (lub Tygodnia) Mokradeł organizowane są konferencje, wycieczki edukacyjne, konkursy, audycje w mediach, a czasem uruchamianie nowych programów ochronnych lub powoływanie nowych obszarów chronionych. Zasadniczym celem obchodów Dnia Mokradeł jest podnoszenie świadomości społecznej w zakresie roli ekologicznej i gospodarczej obszarów wodno-błotnych. Zgodnie z konwencją ramsarską mokradło to obszar leżący na pograniczu środowiska wodnego i lądowego, czyli zarówno obszary podmokłe (bagna), jak i wszelkie wody śródlądowe, a także najpłytsze przybrzeżne wody morskie, ale w czasie Dnia Mokradeł uwaga poświęcana jest również nieco szerszym obszarom (np. łęgom, które poza powodziami nie są pokryte ani przesycone wodą).
Od 2022 jest oficjalnym świętem Organizacji Narodów Zjednoczonych.

## Tematyka obchodów w poszczególnych latach
W poszczególnych latach Dzień Mokradeł ma przypisane przez biuro konwencji ramsarskiej hasło, choć w poszczególnych krajach może być ono modyfikowane. Anglojęzyczne międzynarodowe slogany reklamujące ŚDM:
1998 – Only one drop of water
1999 – People and Wetlands: the Vital Link
2000 – Celebrating Our Wetlands of International Importance
2001 – Wetland world – A world to discover!
2002 – Wetlands: Water, Life, and Culture
2003 – No wetlands – no water!
2004 – From the Mountains to the Sea – Wetlands at Work for Us
2005 – There's wealth in wetland diversity - don't lose it!
2006 – No water, no wetlands; No wetlands, poorer quality of life
2007 – Fish for tomorrow?
2008 – Healthy Wetlands, Healthy People (w Polsce: Zdrowe bagna – zdrowi ludzie)
2009 – Upstream-Downstream: Wetlands connect us all (w Polsce: Od źródeł do ujścia)
2010 – Caring for wetlands – an answer to climate change (w Polsce: Ochrona mokradeł szansą dla klimatu)
2011 – Forests for water and wetlands (w Polsce: Lasy dla wód i mokradeł)
2012 – Wetland Tourism – A Great Experience
2013 – Wetlands and Water Management (ze sloganem: Wetlands take care of water, w Polsce: Mokradła dbają o wodę)
2014 – Wetlands and Agriculture: Partners for Growth (w Polsce: Mokradła a rolnictwo – partnerstwo dla wzrostu)
2015 – Wetlands for Our Future (ze sloganem: Join Us!, w Polsce: Mokradła a nasza przyszłość: zacznij działać!)
2016 – Wetlands for Our Future (ze sloganem: Sustainable Livelihoods, w Polsce: Mokradła w zrównoważonym rozwoju)
2017 – Wetlands for Disaster Risk Reduction (w Polsce: Mokradła zmniejszają ryzyko katastrof)
2018 – Wetlands for a Sustainable Urban Future (w Polsce: Mokradła dla zrównoważonej przyszłości miast)
2019 – Wetlands and Climate Change (w Polsce: Mokradła a zmiany klimatu)
2020 – Wetlands and Biodiversity (Live thrives at wetlands, w Polsce: Życie na bagnach)
2021 – Wetlands and Water (w Polsce: Mokradła i woda)
2022 – Wetlands Action for People and Nature (ze sloganem: Value – manage – restore – love)
2023 – Wetland Restoration (w Polsce: Już czas na przywrócenie mokradeł)
2024 – Wetlands and Human Wellbeing (w Polsce: Ludzie i Mokradła: splecione losy)
2025 – Wetlands for Our Common Future (w Polsce: Mokradła dla naszej wspólnej przyszłości)